# Do Somethin'
Do Somethin' (Udělej něco) je píseň Britney Spears, která vyšla na albu toho nejlepšího Greatest Hits: My Prerogative.

## Videoklip
Režie tohoto klipu se premiérově uchopila sama Britney, ale na pomoc si přece jen pozvala i někoho zkušenějšího, a to Billieho Woodruffa.
V klipu vystupuje ještě s dalšími tanečnicemi. Britney se v klipu objevuje v nebi, v klubu, u baru ale samozřejmě i za mikrofonem.
V prosinci 2005 byl tento klip vyhlášen jako nejhorší klip roku, což se Britney stalo už potřetí v kariéře.
Mnohem zajímavější dohru zažil videoklip o dva roky později, kdy Britney už naplno žila nezřízeným životem, což se znelíbilo Louisi Vuittonovi, jehož firemní značka je k vidění na automobilu, v němž se Brit a její kamarádky prohání po nebeských stráních. Vysoudil osm set tisíc dolarů a zákaz vysílání klipu navrch.

## Hitparádové úspěchy
Ačkoli píseň nebyla oficiálně v USA vydána, dostala se na poslední sté místo v hitparádě Billboard Hot 100. Jinde ve světě tato píseň posbírala skromné úspěchy.

## Umístění ve světě
| Hitparáda          | Umístění |
| ------------------ | -------- |
| USA                | 100      |
| Argentina          | 5        |
| Austrálie          | 8        |
| Rakousko           | 21       |
| Belgie             | 9        |
| Brazílie           | 2        |
| Kanada             | 16       |
| Chile              | 16       |
| Dánsko             | 4        |
| Nizozemsko         | 6        |
| Evropská hitparáda | 19       |
| Francie            | 70       |
| Německo            | 18       |
| Maďarsko           | 4        |
| Indonésie          | 2        |
| Irsko              | 4        |
| Mexiko             | 15       |
| Norsko             | 12       |
| Filipíny           | 2        |
| Island             | 2        |
| Švédsko            | 10       |
| Švýcarsko          | 11       |
| Tokio              | 31       |
| Velká Británie     | 6        |